# Teoberto Maler
Teoberto Maler (Roma, 12 gennaio 1842 – Mérida, 22 novembre 1917) è stato un esploratore e archeologo austriaco con cittadinanza messicana.
Figlio di genitori tedeschi, nasce a Roma mentre il padre è diplomatico del Granducato di Baden. Da giovane studia Architettura ed Ingegneria presso l'Università di Karlsruhe e all'età di ventuno anni si trasferisce a Vienna, dove inizia a collaborare con l'architetto Heinrich von Ferstel ed ottiene la cittadinanza austriaca.
Desideroso di conoscere il mondo, Maler si reca in Messico per arruolarsi cadetto nell'esercito dell'imperatore Massimiliano; dopo aver raggiunto il grado di capitano e la definitiva sconfitta dell'esercito imperiale, Maler decide di rimanere in Messico invece di fare ritorno in Europa, dove ottiene la cittadinanza messicana. Si interessa alla fotografia ed alle antichità del Mesoamerica: durante l'estate del 1877 è tra i primi europei a visitare San Cristóbal de las Casas e le rovine del sito archeologico di Palenque. Nel 1887, fu il primo a fotografare e a descrivere il sito archeologico di Ichpich.